# Den angolanske borgerkrig
Den angolanske borgerkrig var en blodig borgerkrig i det sydlige afrikanske land Angola, som varede fra 1975 til 2002, med fredelige perioder ind imellem. Krigen brød ud mellem oprørsgrupper, som tidligere havde kæmpet en anti-kolonial kamp imod Portugal. Krigen udspillede sig delvis under Den kolde krig, og begge de stridende parter fik støtte udefra.
Den 27 år lange krig kan groft deles ind i tre perioder med kamphandlinger: 1975–1991, 1992–1994 og 1998–2002. Afbrydelserne var kun skrøbelige perioder med fred. Da MPLA erklærede sin sejr i 2002, var flere end 500.000 mennesker døde, og over en million var blevet fordrevet. Krigen hærgede Angolas infrastruktur og beskadigede landets administration, virksomheder og religiøse institutioner.

## Forløb
Borgerkrigen brød ud i umiddelbar forlængelse af Angolas selvstændighed fra Portugal. I 1974 førte et militærkup i Portugal, kendt som nellikerevolutionen, til, at det portugisiske diktatur blev fjernet og erstattet af en demokratisk styreform. Den dengang portugisiske koloni Angola fik som en følge af det portugisiske militærkup sin selvstændighed i 1975. Dermed sluttede den angolanske selvstændighedskamp for Angola.
Ved selvstændigheden udbrød igen en ny konflikt; denne gang mellem de to angolanske selvstændighedsbevægelser MPLA og UNITA. En tredje selvstændighedsbevægelse, FNLA, der under selvstændighedskrigen havde kæmpet på UNITAs side, spillede ingen væsentlig rolle i borgerkrigen.
Konflikten varede i næsten 30 år; der var dog i perioder rolige tider. I 1992 blev der underskrevet en fredsaftale mellem MPLA-regeringen og UNITA, og der blev aftalt afholdelse af de første frie valg i landet. Men ved præsidentvalget samme år brød konflikten atter ud i lys lue som følge af beskyldninger om omfattende valgsvindel. MPLA gennemførte fra den 30. oktober til den 1. november omfattende angreb på UNITA-tilhængere under den såkaldte Halloweenmassakre, hvor tusindvis af UNITA-tilhængere blev dræbt.
Borgerkrigen blev afsluttet kort efter, at oprørslederen Jonas Savimbi fra UNITA blev dræbt i februar 2002. Resterne af UNITA underskrev derefter en fredsaftale med MPLA. UNITA og FNLA fik efter freden status som politiske partier, som kunne være en del af et flerpartisystem.

## De stridende parter
Da Angolas borgerkrig brød ud, var der tre oprørsbevægelser, MPLA på den ene side og FNLA og UNITA på den anden. Senere fik de forskellige stridende parter militær hjælp fra andre lande. De tre oprørsbevæelser havde deres rødder fra 1950'ernes selvstændighedkamp mod Portugal.
Sovjetunionen trak sig ud af Angola i 1989, og Cuba i 1991.

### MPLA
MPLA's ideologiske baggrund var marxistisk-leninistisk, og bevægelsen havde primært opbakning i de større byer som Luanda, Benguela og Huambo, og blandt Mbundu-stammen. UNITA havde primært opbakning på landet hos Ovimbundu-stammen. Igennem en årrække under den anti-koloniale kamp modtog MPLA støtte fra flere afrikanske lande og lande i østblokken, primært Sovjetunionen. I afkoloniseringskonflikten 1974-1975 blev den stærkeste allierede Cuba, som sendte en betydelig militær- og personelstøtte. MPLA's relative styrke i de større byer og militær overlegenhed som følge af støtten fra Sovjetunionen og Cuba medførte, at MPLA de facto fik kontrol med regeringsmagten i landet.

### FNLA
FNLA blev dannet samtidigt med MPLA. Organisationens mål var oprindeligt at forsvare Bakongo-stammefolket og at støtte reetableringen af det historiske Congo-imperium. FNLA udviklede sig hurtigt til en nationalistisk bevægelse, som fik støtte fra Zaïre i selvstændighedskampen mod Portugal. I begyndelsen af 1960'erne fik FNLA også støtte fra Kina. Efter at UNITA blev dannet i midten af 1960'erne, gik denne støtte dog over til UNITA. USA har nægtet at have støttet FNLA under selvstændighedskrigen mod Portugal, som var NATO-allieret med USA. Dog modtog FNLA støtte fra USA under afkoloniseringskonflikten og den senere borgerkrig.

### UNITA
UNITA var baseret i Ovimbundu-folket, som holdt til i det centrale Angola og udgjorde omkring en tredjedel af landets befolkning. Organisationen havde dog også sine rødder blandt flere mindre folkeslag i det østlige Angola. UNITA blev grundlagt af Jonas Savimbi i 1966, som indtil da havde været en af de fremtrædende ledere i FNLA. Under selvstændighedskampen modtog UNITA støtte fra Kina. Under den efterfølgende selvstændighedskrig i midten af 1970'erne besluttede USA at støtte UNITA. Under borgerkrigen blev støtten forøget betydeligt. Støtten fra USA kom i erkendelse af, at MPLA var støttet af Sovjetunionen. I den senere periode af borgerkrigen var UNITA's vigtigste allierede Sydafrika.